# Décor dans le théâtre argentin
Le décor dans le théâtre  argentin s'est limité aux conceptions réalistes. Épisodiquement, il s'enrichit de l'apport de peintres de qualité mais qui ne dominent pas toujours suffisamment les problèmes scéniques. Dans le premier tiers du siècle émergent cependant des créateurs de la valeur de Rodolfo Franco, Lopez Naguil et Hector Basaldua.
En 1934, la création de l'école supérieure de scénographie, animée par Rodolfo Franco, marque un tournant. À partir de là, on a pu compter sur des décorateurs professionnels qui, formés par quatre années d'études spécialisées, possèdent les secrets du métier. Parmi ceux-ci dominent trois élèves : Saulo Benavente, Germen Gelpi et Mario Vanarelli, à qui il faut joindre Gori Muñoz, sans oublier l'effort tenté par ailleurs au séminaire de l'Instituto Nacional de Estudios de Teatro.
Chez Mario Vanarelli prévaut le souci de distribuer les masses dans l'espace scénique avec une solide architecture. Toute pesanteur disparaît au moment où il règle ses lumières, car il en maîtrise la syntaxe.
Gori Muñoz, d'origine espagnole, administre de façon aiguë les volumes. Son sens de la couleur naît de sa maîtrise de la peinture, amis il aboutit à une vision proprement dramatique.
Quant à Saulo Benavente, il semble poursuivre davantage le détail allégorique que la structure scénique. Il ne se laisse jamais aller, en tout cas à une création autonome au sein du phénomène théâtral : son décor partage et appuie les vicissitudes du conflit dramatique. Benavente est audacieux, mais avec économie, densité et sens de la synthèse.